# Catedral de Málaga
La Santa Iglesia Catedral Basílica de la Encarnación es la catedral de Málaga, en España. Situada enfrente de la plaza del Obispo, el templo es considerado una de las joyas renacentistas más valiosas de Andalucía. Se encuentra dentro de los límites que marcaba la desaparecida muralla árabe sobre el solar de la primitiva mezquita aljama, el lugar donde los Reyes Católicos Isabel y Fernando ordenaron erigir un templo cristiano a los pocos días de conquistar la ciudad en 1487.
Su proceso constructivo comenzó en 1528 y finalizó en 1782, aunque de forma inconclusa. Las originarias trazas, de estilo gótico, derivaron en un proyecto renacentista en cuyos planos participó Diego de Siloé. La catedral es una síntesis de estilos arquitectónicos, entre los que prevalece el Renacimiento sobre el primer Gótico de la antigua fábrica y los elementos barrocos añadidos desde principios del siglo XVIII.
Hasta el año 2012, fue el segundo edificio más alto de Andalucía, solo superado en su torre por la Giralda. La altura de sus bóvedas a nivel español solo es superada por la Catedral de Palma, siendo el templo catedralicio de Málaga, uno de los quince templos europeos con mayor altura en sus naves.

## Historia

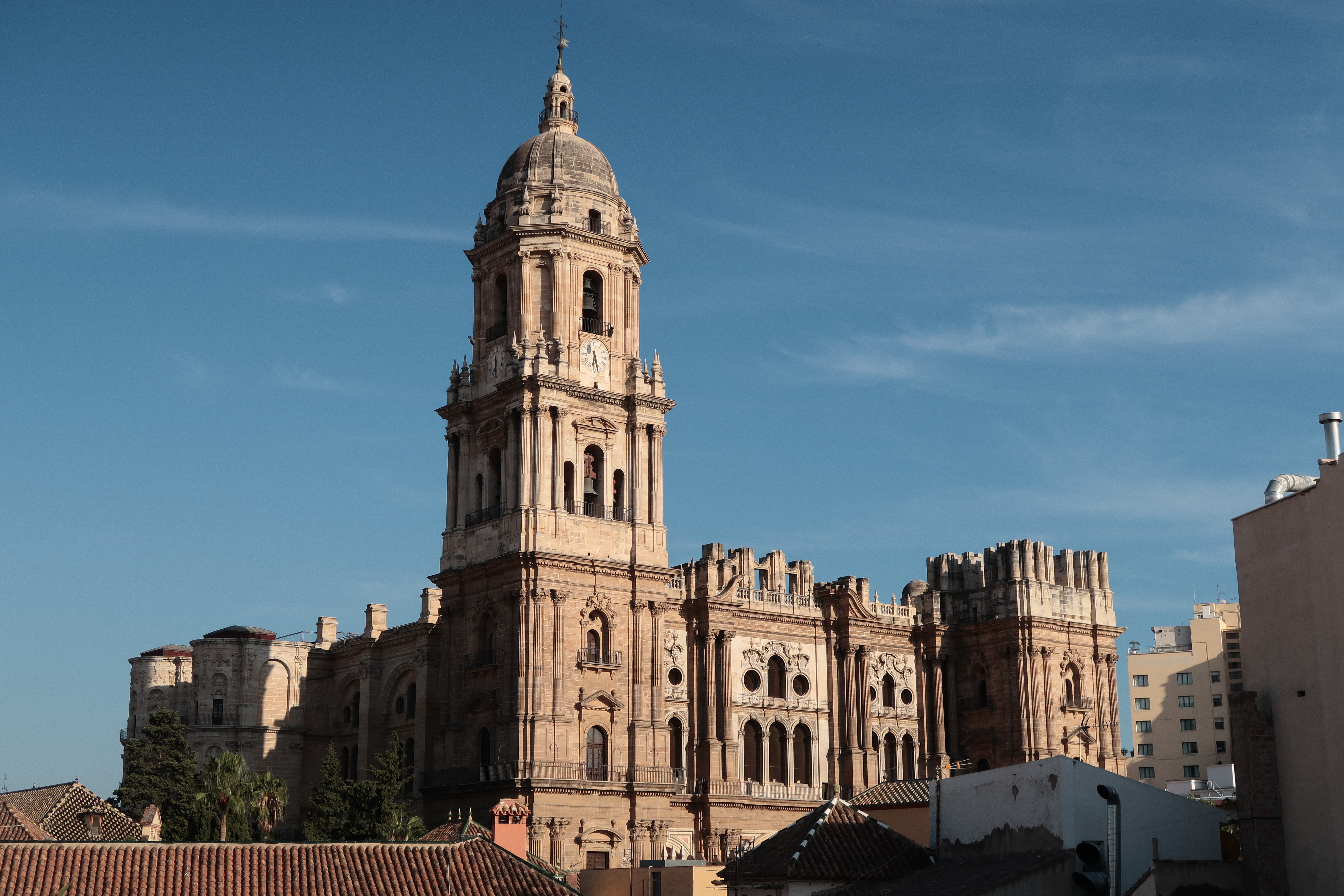
Vista sobre la torre construida y la parte inconclusa

La Iglesia Catedral de la Encarnación de Málaga se comienza a construir en el año 1528 sobre el solar de la antigua mezquita Mayor o mezquita Aljama. Parece ser que el afamado arquitecto Enrique Egas, venido desde Toledo en compañía del maestro cantero Pedro López ya emite un primer informe en el año 1528 sobre sus trazas, tres años después de que el cabildo decidiera erigir un nuevo templo, siendo el mismo Pedro López, el encargado de dirigir las obras de la cabecera, diseñada por uno de los grandes maestros de la época, Diego de Siloé.
Después de un período de inactividad, el cabildo hace venir en 1549 a Andrés de Vandelvira, pasando el encargo al año siguiente a manos de Hernán Ruiz II, grandes exponentes ambos de la arquitectura renacentista en Andalucía; y luego a Diego de Vergara, maestro formado en Italia, y a su hijo de igual nombre; quienes trabajan en esta catedral hasta casi el final del siglo XVI. Así, por estas fechas ya estaban en pie la cabecera y la sacristía, y puede decirse que hasta entonces habían intervenido en el magno proyecto en mayor o menor grado todos los grandes maestros del Renacimiento andaluz.
La Catedral fue consagrada el 3 de agosto de 1588. El papa Pío IX declaró la catedral basílica menor el 13 de marzo de 1855. Por lo que es uno de los tres templos de la ciudad que cuentan con este título, junto a la Basílica de la Esperanza (1998) y al Santuario de la Victoria (2007).
Durante la guerra civil española, la Catedral sufrió daños significativos debido a la violencia anticlerical, que afectó a numerosos edificios religiosos. Se perdieron valiosas obras de arte, como retablos, imágenes religiosas y mobiliario litúrgico, y aunque la estructura principal no colapsó, algunas áreas, como la capilla del Sagrario con su retablo de Alonso Cano, resultaron afectadas. Tras la guerra, especialmente en las décadas de 1940 y 1950, se llevaron a cabo trabajos de restauración que incluyeron la rehabilitación de capillas vacías con retablos traídos de otras regiones, la reproducción de obras perdidas y la creación de nuevas piezas. Algunas se preservaron gracias a medidas preventivas, como el retablo gótico de la capilla del Calvario, salvado al tapiarse la capilla durante el conflicto.

### Catedral inconclusa
A principios del siglo XVIII, se retomó la finalización de la Catedral, cuyas obras habían quedado interrumpidas casi un siglo antes. Los arquitectos del momento, entre ellos José de Bada, Antonio Ramos y Ventura Rodríguez administrados por el canónigo racionero Tomás de Unzaga Amézaga y Paniza, aseguraron a los canónigos que, de no terminarse lo ya concluido, el templo corría peligro de venirse abajo. De este modo comenzaron las obras, construyéndose desde la actual fachada hasta el inicio del proyecto , donde comenzaba la parte ya construida e inaugurada en 1588. Para sufragar los enormes gastos de la obra, la Corona, tras la guerra de Sucesión, impuso un arbitrio o impuesto a los barcos que recalaban en Málaga, exigiéndoles una cantidad por cada arroba de peso que embarcaran. De esta manera, a lo largo de todo el siglo XVIII y en especial desde 1776 que se empezó a liberar el comercio con América gracias a la labor de las familias Unzaga, Gálvez y Molina, los trabajos avanzaron con rapidez. A fines de la centuria, se acabaron los presupuestos para terminar la obra ya que los destinó el rey Carlos III a través de los hermanos Ortega Monroy, canónigo y gentilhombre de Su Majestad, y del racionero canónigo Tomás de Unzaga Amézaga a su hermano el gobernador de Luisiana Luis de Unzaga y Amézaga, cuñado de Bernardo de Gálvez, para que se enviaran como ayuda a los estadounidenses que se habían alzado contra Inglaterra para conseguir su independencia. Hoy en día, una lápida bilingüe conmemora este hecho, que promovió en el pasado el hermanamiento de la ciudad de Mobile con Málaga. Esa ciudad americana se ofreció, incluso, a hacer una cuestación para conseguir la terminación de la Catedral en señal de agradecimiento, el resto del presupuesto de los impuestos portuarios se destinaron a rehabilitar los caminos de Vélez Málaga, Antequera, traer aguas a Málaga por el acueducto de San Telmo, el inicio del camino de Colmenar y el Monte Pío de la Hermandad de los Viñeros, principalmente para las viudas, huérfanos de las milicias que participaron en la Revolución americana. Así, la Catedral quedó inconclusa. Quedaron sin construir una torre –de ahí su mote de "La Manquita"–, el tejado, la sacristía mayor, la espadaña central, la ornamentación escultórica, etc.

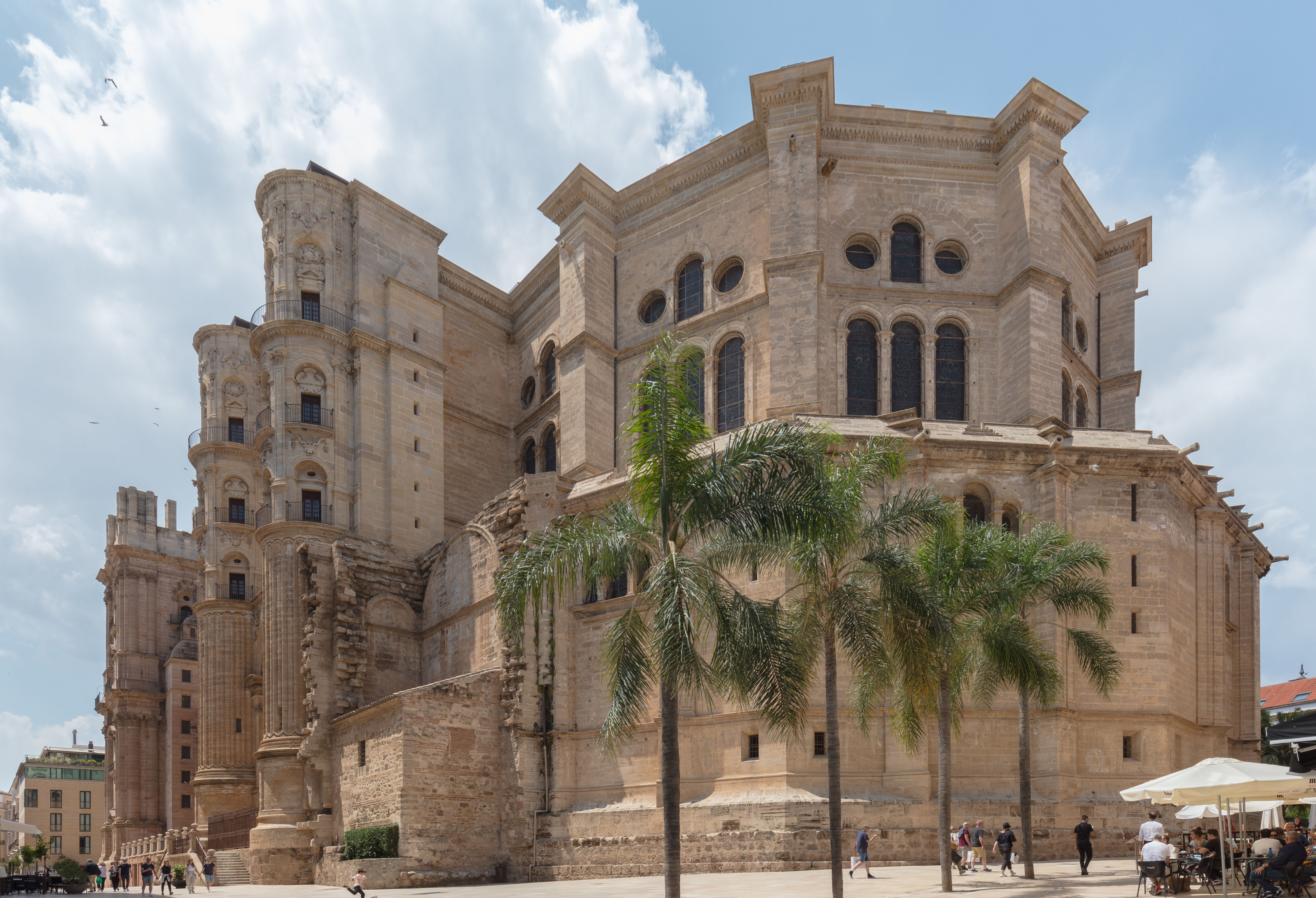
Vista de la catedral desde el ángulo noreste.

El debate sobre la finalización de la Catedral sigue vigente, debido a que además de la inexistencia de su segunda torre y numerosos elementos decorativos, tampoco se construyó la cubierta de las bóvedas, lo que a partir del año 2000 se tradujo en serios deterioros en el interior del templo catedralicio, como desprendimientos en el bajorrelieve de las bóvedas debido a la filtración de humedades que obligaron a cubrirla con redes de seguridad. En el año 2009, se procedió a la primera restauración de carácter urgente de las cubiertas de la catedral por parte de la Junta de Andalucía. En el año 2011, se redacta el Plan Director de la Catedral de Málaga, que llevó a cabo otro arreglo provisional de las bóvedas cerámicas que estaban agrietadas en el año 2015, ya que la restauración del 2009 resultó ineficaz volviendo a producirse filtraciones, convirtiéndolo además en un espacio visitable. El Ayuntamiento, la Diputación y el Obispado de Málaga han pronunciado estar a favor de la finalización de la catedral según los planos constructivos existentes, para lo cual haría falta la colaboración financiera de la Junta de Andalucía, aunque también se contempla un plan de mecenazgo estimado en 7 millones de euros. Entre los elementos que se recogen en el plan director, anunciado en noviembre de 2016 por el obispado para su aprobación por la Junta que se presentará de forma pública en una fecha aún indeterminada, se incluye la finalización del frontón, la reparación definitiva de la cubierta que sigue filtrando humedades a las capillas, la balaustrada, la torre y el programa escultórico, además de una posible ampliación de la sacristía que destruiría parte de los jardines catedralicios. El objetivo es tenerla finalizada en el quinto centenario de su construcción después de más de dos siglos con las obras paralizadas, lo que la convertiría en una joya del Renacimiento español.

## Exterior

### Portadas
El cuerpo central de la fachada está dividido en dos alturas y tres calles separadas por monumentales columnas de orden corintio erigidas sobre altas basas. En el piso inferior hay tres arcos monumentales y en ellos, puertas flanqueadas por columnas de mármol rojizo. La puerta principal se remata con columnas salomónicas. Sobre las puertas hay unos medallones. Los de las puertas laterales representan a los patronos de Málaga, San Ciriaco y Santa Paula, mientras el central representa la Anunciación del Señor, obra labrada en 1743 por el escultor barroco Antonio Ramos.
Las portadas renacentistas del crucero están flanqueadas por singulares torreones con balcones, uno de los mejores ejemplos de cantería malagueña. Dichas portadas contienen una puerta semicircular con arquivoltas sobre capiteles y cuerpo con tres hornacinas, la central de medio punto y adinteladas las laterales, de interesante composición palladiana. La bella Portada del Sagrario, de medio punto entre un orden de columnas, presenta frontón curvo con el escudo episcopal en su tímpano; los muros laterales muestran la grandiosidad de sus contrafuertes rematados por cornisas clásicas y dos cuerpos de ventanas.

### Ábside

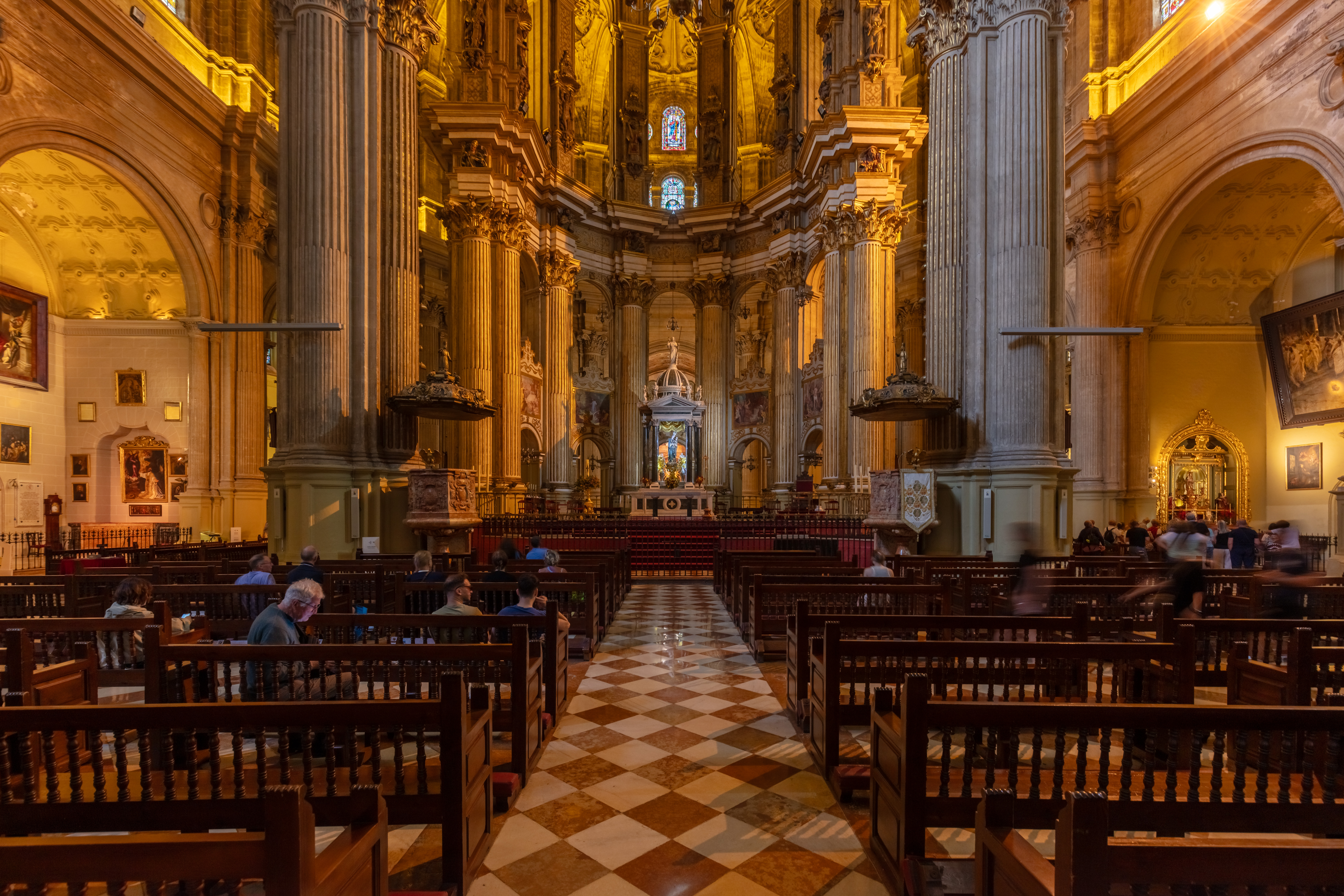
Nave central.

El ábside del templo, perteneciente al siglo XVI, es de gran volumen y no podemos observar ninguna decoración, por lo que esto produce un efecto de solidez.
En la parte de abajo, encontramos los triples arcos, mientras que en la parte superior, encontramos arcos simples acompañados de ventanas redondas. Por ello, la luz accede muy bien al interior, aunque esta luz es filtrada por unas vidrieras de colores.

### Torre norte
La torre norte se eleva hasta los 84 metros de altura y 92 metros si medimos hasta el arpón. Situada a la izquierda de la fachada principal, sus dos primeros cuerpos tienen las mismas proporciones que las dos alturas de la estructura central. En el tercer cuerpo abre a sus cuatro lados una triple arquería en cuyo interior están las 14 campanas, cuyas 8 principales fueron fundidas por el maestro Francisco Venero en 1784.
La Catedral tiene sus propios jardines y un bello patio de naranjos que recuerda la antigua mezquita.

## Interior

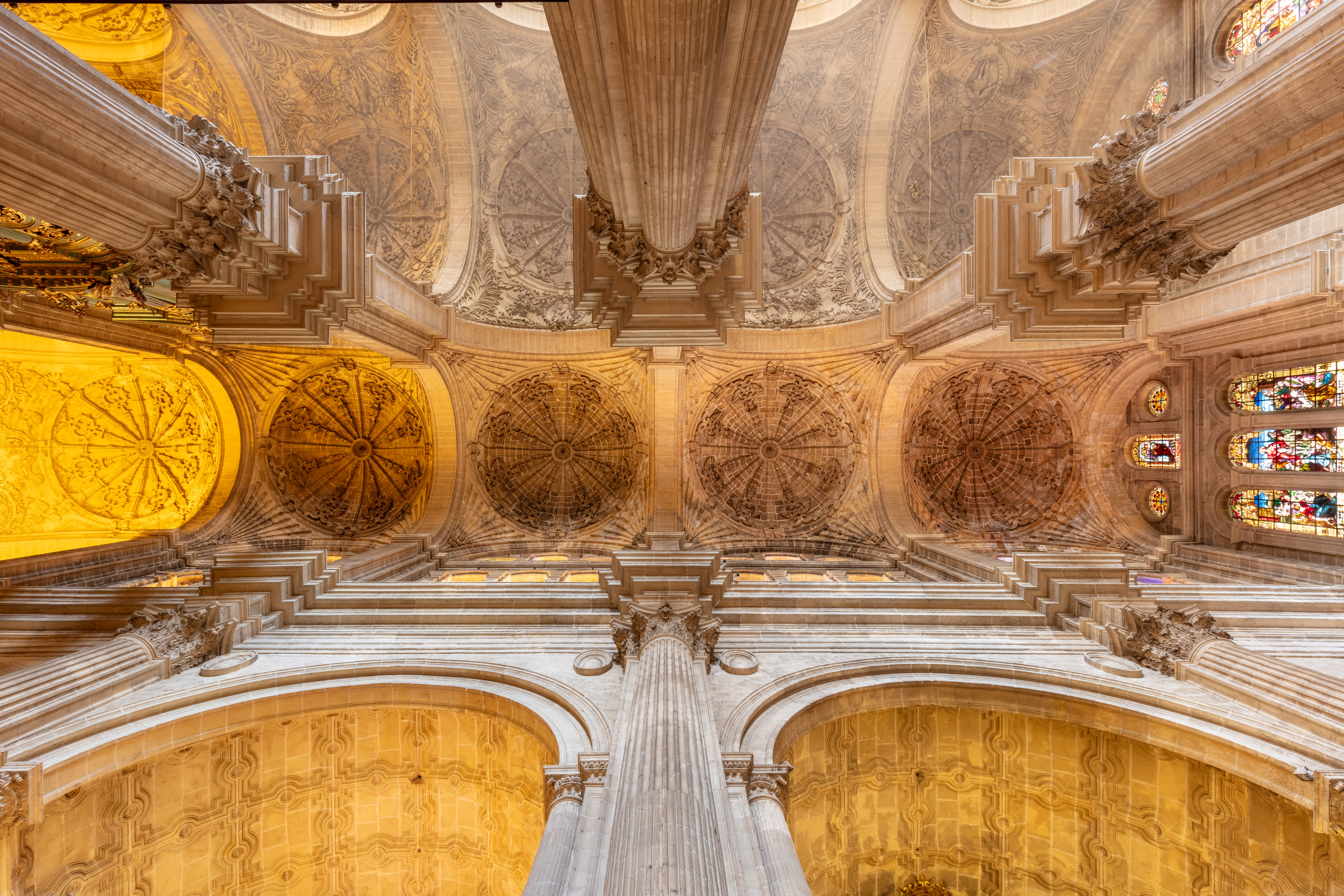
Vista del techo del templo.

La catedral cuenta con planta rectangular, está compuesta por tres naves, siendo la del centro de mayor anchura que las laterales y todas con igual altura. Sus 41,79 metros, las convierten en las bóvedas de catedral más altas de toda Andalucía. Posee capillas laterales en todo el perímetro de la iglesia salvo los pies, con crucero sensiblemente resaltado, girola y ábside poligonal.
Destaca el altar mayor, obra de Diego de Vergara de 1541, semicircular, con sus muros rasgados por altas ventanas superpuestas entre columnas corintias estriadas y cubierta con una bella bóveda nervada. El resto del interior se cubre por espectaculares bóvedas vaídas, decoradas con grutescos y palmas, donde en un alarde de maestría se montan nuevos pilares sobre los ya existentes en el centro del templo para ganar altura, dejando atrás definitivamente el tradicional escalonamiento gótico de las tres naves.

### Coro

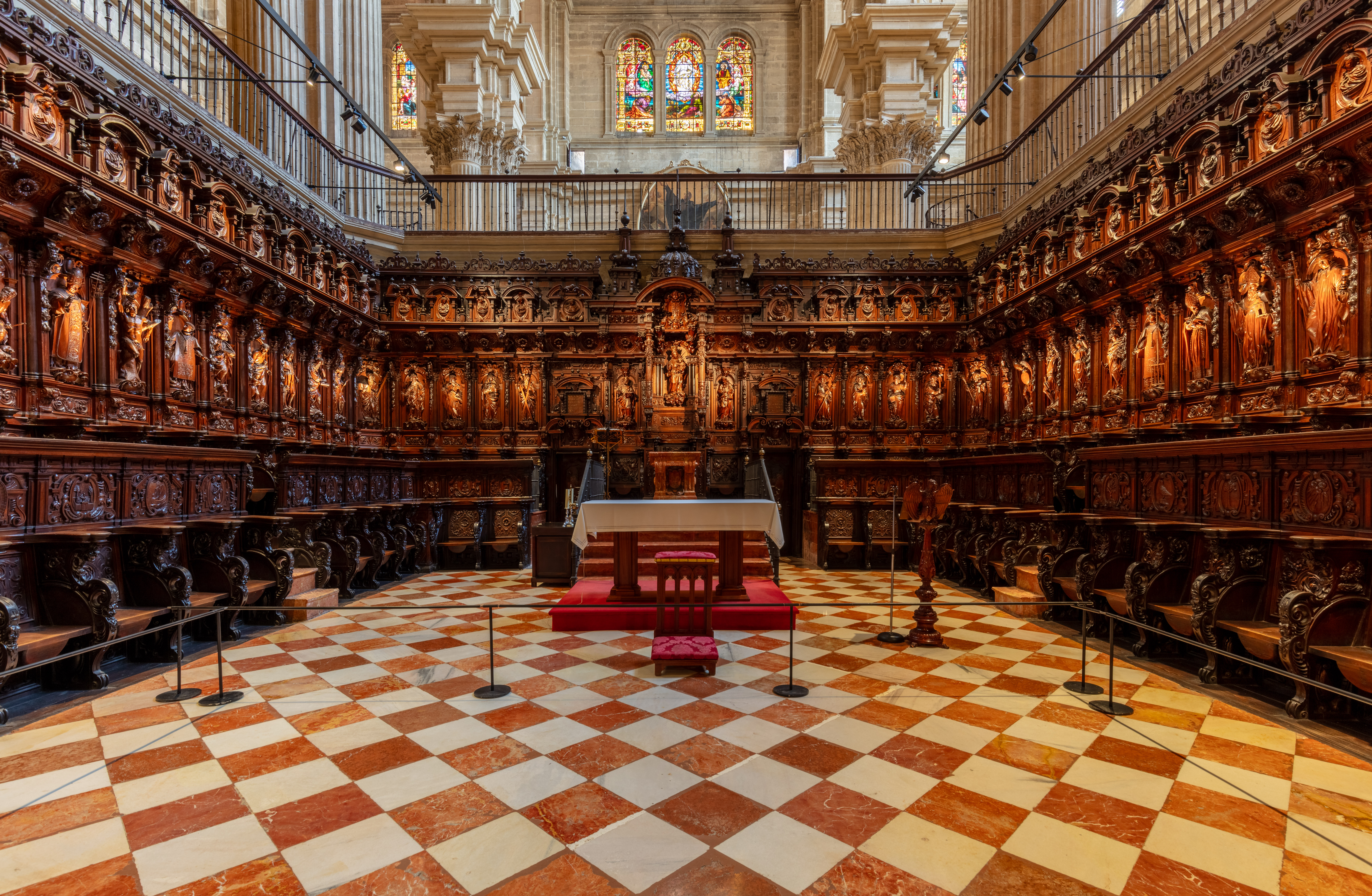
Vista del coro.

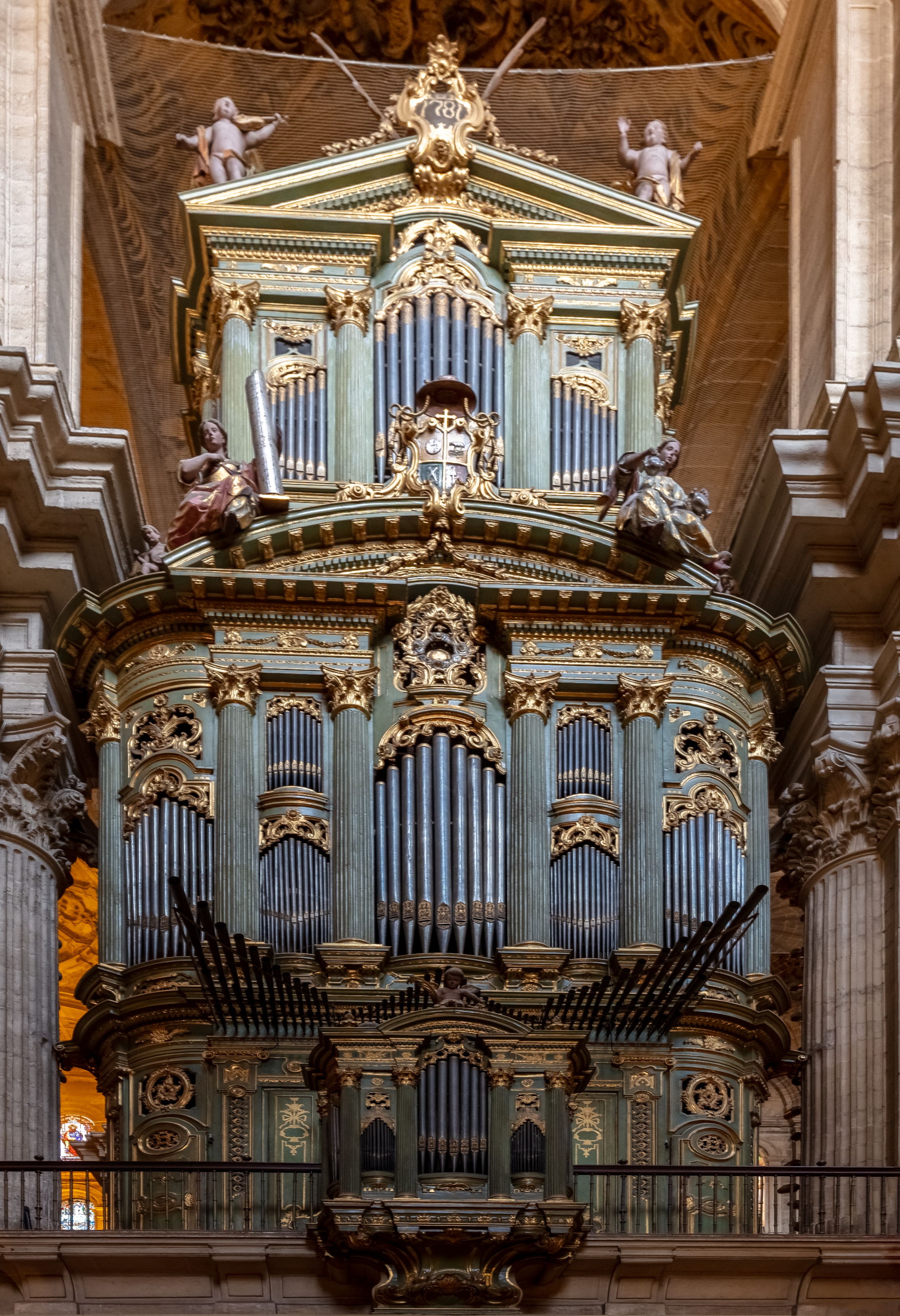
Órgano.

El coro es una de las estancias más valiosas de la catedral, obra cumbre de la carpintería barroca y uno de los más deslumbrantes trabajos del escultor Pedro de Mena. En el coro, no obstante, trabajaron varios artistas.
En 1633, el cabildo malagueño contrató los servicios de Luis Ortiz de Vargas, que realizó la arquitectura lignaria del conjunto y algunas imágenes. Poco tiempo después José Micael Alfaro realizó las tallas del apostolado y algunos de los pequeños bustos de los santos que rematan la sillería. Los trabajos quedaron interrumpidos debido a su muerte en 1649. José Micael Alfaro dotó de un severo dramatismo a sus imágenes usando recursos manieristas.
En 1658, los trabajos volvieron a reactivarse tras la llegada de Pedro de Mena, autor de cuarenta y dos figuras en altorrelieve adosadas a los respaldos, además de la coronación del coro. La expresividad de manos, el misticismo de las figuras y los gestos de sus esculturas son excepcionales.
Sobre los laterales del coro se alzan los órganos de trompetería horizontal, obra de Julián de la Orden entre 1779 y 1781. Las cajas fueron talladas y diseñadas por José Martín de Aldehuela, en armoniosa composición con el resto del templo. Poseen más de cuatro mil tubos. Los dos órganos son prácticamente iguales, salvo en la longitud de alguno de sus tubos. También se diferencian por el sonido. poseen 3 teclados y 64 registros cada órgano. 

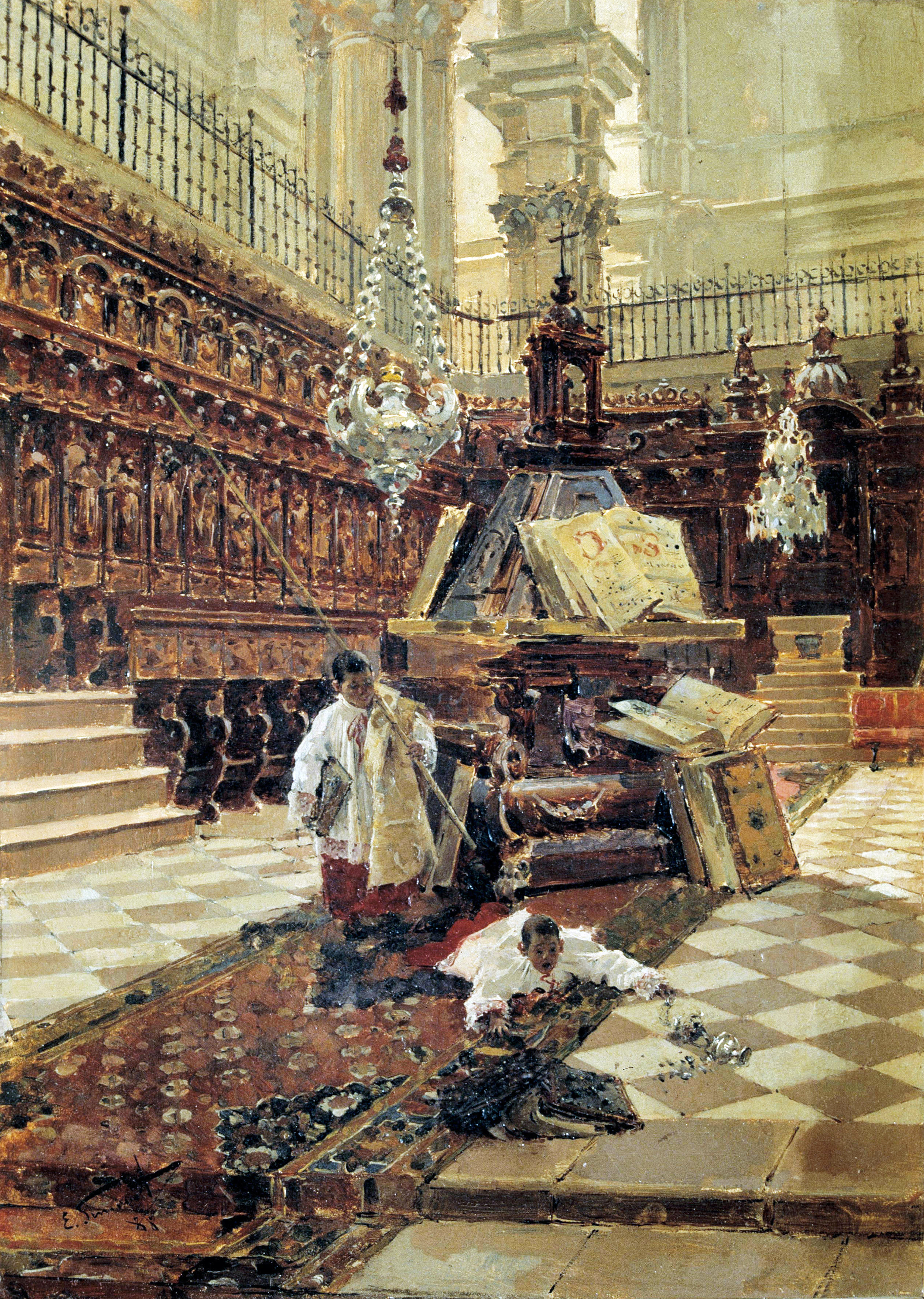
Tropezón en el coro de la Catedral de Málaga, una obra de Enrique Simonet (1889).

El trascoro está presidido por un altar donde reposa una bella Piedad esculpida en mármol por los hermanos Pissanis. En las hornacinas laterales se veneran las tallas de San Juan y María Magdalena, realizadas al igual que las imágenes de las capillas laterales por el escultor malagueño del XIX Salvador Gutiérrez de León.

## Tesoro catedralicio

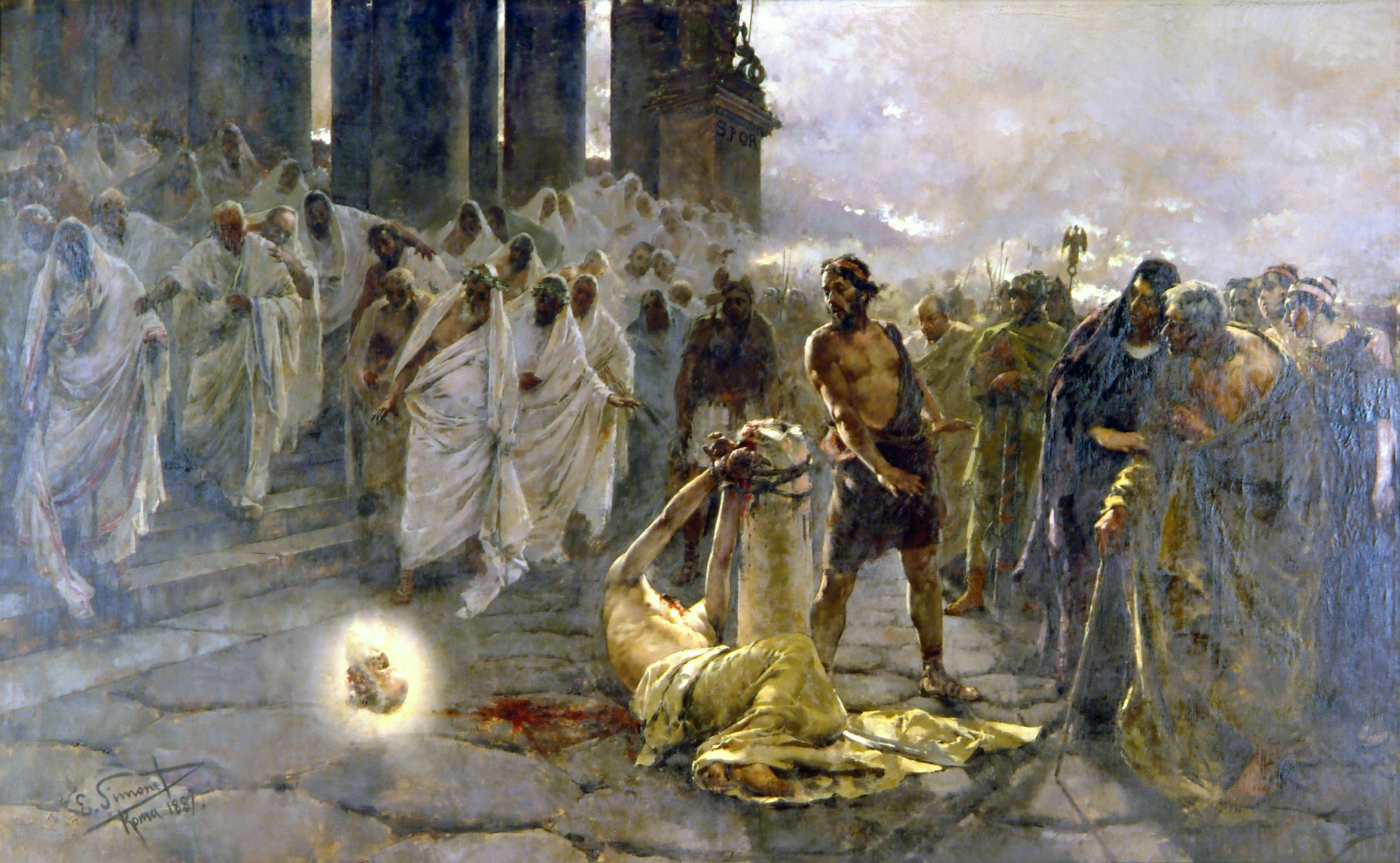
Decapitación de San Pablo (1887), de Enrique Simonet. Firmada en Roma, la obra fue donada más tarde por el padre del artista a la Catedral de Málaga, donde puede contemplarse en la capilla de la Virgen de los Reyes

Varias piezas y obras de arte se localizan en el templo. Entre ellas están el retablo gótico de la Capilla de Santa Bárbara y los sepulcros del siglo XVI de la Capilla de San Francisco, así como valiosas obras de Juan Niño de Guevara, Claudio Coello, Alonso de Mena, Francisco Palma Burgos y Enrique Simonet.
La capilla mayor acoge pinturas manieristas del artista italiano César Arbasia.
La capilla de la Encarnación fue diseñada por Ventura Rodríguez y labrada con piedra de ágata. Muestra un retablo neoclásico de 1785, obra de Juan de Villanueva y tallado por Antonio Ramos y Aldehuela, con esculturas de Salazar y Palomino. Acoge los sepulcros de los obispos Bernardo Manrique y Molina Lario.
La capilla de la Virgen del Rosario acoge un lienzo de Alonso Cano, realizado en 1665, en el que la Virgen entrega un rosario a Santo Domingo.

## Visita a las cubiertas
El 12 de mayo de 2015, tras un proceso de adaptación y construcción de pasarelas, se abrió al público el acceso a las cubiertas de la Catedral, en una visita guiada de aproximadamente una hora, pudiendo disfrutar arriba unos 30 minutos, en la que se puede observar una panorámica de la ciudad incluyendo la Alcazaba, el Gibralfaro y la cubierta y la torre del monumento. En verano también están a disposición visitas nocturnas. Las entradas pueden adquirirse en el Palacio Episcopal, la Plaza del Obispo o en la taquilla de ArsMálaga.
En marzo de 2016, se estrenaron unos nuevos paneles informativos en las cubiertas para informar al visitante.

## Iglesia del Sagrario
La mezquita aljama de Málaga tenía su puerta de entrada por la actual calle Císter, allí donde se alza la iglesia del Sagrario. Cuando los reyes Isabel y Fernando conquistaron Málaga mandaron convertir el templo islámico en iglesia cristiana. La portada gótica por la que se accede a la iglesia es la obra más antigua del templo. Se cree que fue abierta en 1498 en la base del alminar de la vieja mezquita, bajo el mandato del primer obispo de Málaga, Diego Ramírez de Villaescusa. La portada es una obra maestra del gótico isabelino.
En 1487, los Reyes Católicos tomaron la ciudad y seis meses después la Mezquita-Aljama fue consagrada con la advocación de Santa María de la Encarnación. Sus dimensiones reducidas llevaron a los obispos Diego Ramírez de Vinuesa y César Riario a construir una de mayor capacidad, de la que queda la puerta del muro norte del Sagrario, denominada Puerta del Perdón, de estilo gótico y correspondiente al siglo XVI. El resto del edificio es islámico y mudéjar, aunque sufrió una profunda reforma en el siglo XVII, una vez concluida la primera fase de la actual Catedral de Málaga.
La portada del Sagrario destaca del resto de la fachada. Enmarcada entre pináculos, es esencialmente iconográfica y narrativa, cargada de retablos e indumentaria de la época, según explica el Aparejador de Fábrica de la SI Catedral, Fernando Ramos de Rivas. «Se observa la Virgen a la derecha, y a la izquierda el arcángel San Gabriel. Es cuando el Verbo se hace carne y es muy simbólico. El nombre que los Reyes Católicos dieron a las catedrales tras la Reconquista, de la Anunciación o Encarnación, es un elemento diferenciador respecto al Islam».
En las cuatro arquivoltas se ubican los precursores de la Iglesia y sobre la clave del arco está Dios Padre omnipresente con un cetro y una bola del mundo en la mano. A la izquierda se observa el escudo de armas del cardenal Riario y a la derecha el cuño o sello cardenalicio.
En la parte superior se esculpieron personajes de la Reconquista, como el cardenal Mendoza con un ángel, a la izquierda; y a la derecha, el primer obispo de Málaga, Pedro de Toledo y Ovalle, quien fuera canónigo de la Catedral de Sevilla y limosnero de los Reyes Católicos, quien aparece « asistido por el apóstol abanderado de la Reconquista, Santiago». Encima del arco se intuye «un pedrusco que era una Virgen de la O, una Virgen en estado de buena esperanza».
La obra se paralizó porque, según el ingeniero Ramos, se dieron cuenta de que estaban construyendo la catedral de norte a sur, «cuando todo templo monoteísta se orienta de este a oeste; además el estilo ya estaba pasado de época, pues en el resto de Europa imperaba el renacentismo». Así, la que iba a ser Catedral de Santa María de la Encarnación se convirtió en iglesia de Santa María, y después en la primera parroquia del centro, hasta que este se despobló y se agregaron a la iglesia de Santiago, adonde incluso se llegó a trasladar el Cabildo cuando las obras de la segunda fase de la catedral la hicieron inhabitable.
Al otro lado de la Puerta del Perdón, en los jardines del Sagrario, que antiguamente era el patio de las abluciones, la fachada esgrafiada muestra signos marianos que en ocasiones han sido malinterpretados. Una piedra solitaria representa otra Anunciación y cerca de la puerta de entrada de uso habitual se localiza el primer reloj de sol de la catedral. Hoy día el Sagrario se considera una capilla más. Dentro se ofician eucaristías bajo las bóvedas de escayola, del arquitecto Zuzurrunzaga, que ocultan la original estructura mudéjar de madera. La cúpula del altar es de traza renacentista con mocárabes barrocos, ya que las últimas intervenciones datan del siglo XVIII. Fue entonces cuando se derribó el alminar de la torre, y un siglo después, en 1862, también desaparecieron el seminario y el colegio de seises que estaban adosados a la iglesia. Todavía perdura y se puede ver en un lateral el contorno de su estructura, la cual unía el Obispado a la primigenia catedral.
En ese mismo año, con motivo de una visita de la Reina Isabel II, se eliminó la escalinata del Sagrario en calle Santa María, «porque la caravana real no cabía por el pasaje, y el pórtico parecía un retablo colgado en la pared», aclaró Ramos. La escalera de piedra no volvió a colocarse hasta 1954, pero el tránsito de coches dificultaba el paso de peatones. En los años 90 la alcaldesa Celia Villalobos cerró al tráfico definitivamente la calle.
El Sagrario y todo el conjunto catedralicio, levantados sobre los cimientos de tanta historia, «incluidos, se piensa, los restos de una iglesia visigótica», son Bienes de Interés Cultural. La portada sufrió una restauración en el siglo XIX con microceras calientes que han inundado la piedra, también erosionada por la humedad, ya que bajo los cimientos discurre además un río subterráneo procedente de Los Montes. En 2020, durante una serie de sondeos que se estaban llevando en los cimientos del templo, se descubrieron restos paleocristianos, lo que certifica la presencia cristiana en las inmediaciones de la catedral desde muy temprana fecha.

## Catalogación
Bien de Interés Cultural, categoría Monumento, según Ley 16/1985 de 25 de junio. Declarado Monumento Histórico Artístico el 3 de junio de 1931.

## Cabildo catedralicio
El Cabildo Catedralicio es el órgano de Gobierno y Administración de la Catedral. Lo componen sacerdotes de la diócesis de cierto reconocimiento o antigüedad, a veces cargos de la curia o párrocos de los principales templos; éstos son nombrados por el obispo. Entre sus funciones se encuentra atender espiritualmente las necesidades de los fieles que la visitan, encargándose sus miembros de las celebraciones litúrgicas. Este cabildo lo encabeza el Deán-Presidente, nombrado por el Obispo diocesano a propuesta del cabildo. El Deán es el representante del Cabildo y por ende es el máximo responsable directo de la Catedral, teniendo a su mando la atención y el cuidado del templo. El Cabildo de la catedral de Málaga está compuesto actualmente por 20 canónigos incluyendo al Deán-Presidente Alfonso Fernández-Casamayor Palacio.

## Usos culturales
Algunas escenas del largometraje Moment of danger dirigido por László Benedek y protagonizado por Trevor Howard y Dorothy Dandridge fueron rodadas en el atrio de la catedral en 1959. Así como escenas de la película El puente de San Luis Rey del año 2004 protagonizada entre otros por Robert De Niro, Kathy Bates o Harvey Keitel.
La serie de Netflix Warrior Nun, estrenada en 2020, también grabó algunas escenas en el interior de la catedral representando el lugar donde los cardenales son convocados para elegir un nuevo papa.